# Clinical Neuropharmacology
Clinical Neuropharmacology, abgekürzt Clin. Neuropharmacol., ist eine wissenschaftliche Fachzeitschrift, die vom Lippincott Williams & Wilkins-Verlag veröffentlicht wird. Die Zeitschrift erscheint mit sechs Ausgaben im Jahr. Es werden Arbeiten veröffentlicht, die sich mit der Pharmakologie des Nervensystems beschäftigen.
Der Impact Factor lag im Jahr 2014 bei 2,009. Nach der Statistik des ISI Web of Knowledge wird das Journal mit diesem Impact Factor in der Kategorie Pharmakologie und Pharmazie an 148. Stelle von 254 Zeitschriften und in der Kategorie klinische Neurologie an 116. Stelle von 192 Zeitschriften geführt.